# Ла-Кресс
Ла-Кресс (фр. La Cresse, окс. La Cressa) — коммуна во Франции, находится в регионе Окситания. Департамент — Аверон. Входит в состав кантона Пейрело. Округ коммуны — Мийо.
Код INSEE коммуны — 12086.
Коммуна расположена приблизительно в 530 км к югу от Парижа, в 150 км северо-восточнее Тулузы, в 50 км к юго-востоку от Родеза.

## Население
Население коммуны на 2008 год составляло 318 человек.
| 1962 | 1968 | 1975 | 1982 | 1990 | 1999 | 2008 |
| ---- | ---- | ---- | ---- | ---- | ---- | ---- |
| 232  | 239  | 214  | 231  | 255  | 273  | 318  |

## Экономика
В 2007 году среди 193 человек в трудоспособном возрасте (15—64 лет) 134 были экономически активными, 59 — неактивными (показатель активности — 69,4 %, в 1999 году было 69,3 %). Из 134 активных работали 121 человек (60 мужчин и 61 женщина), безработных было 13 (6 мужчин и 7 женщин). Среди 59 неактивных 21 человек были учениками или студентами, 29 — пенсионерами, 9 были неактивными по другим причинам.

## Достопримечательности
- Бывшая церковь Сен-Мартен (XII—XIII века). Памятник истории с 1984 года[3]
- Церковь Сен-Бодиль (XIX век)

## Фотогалерея

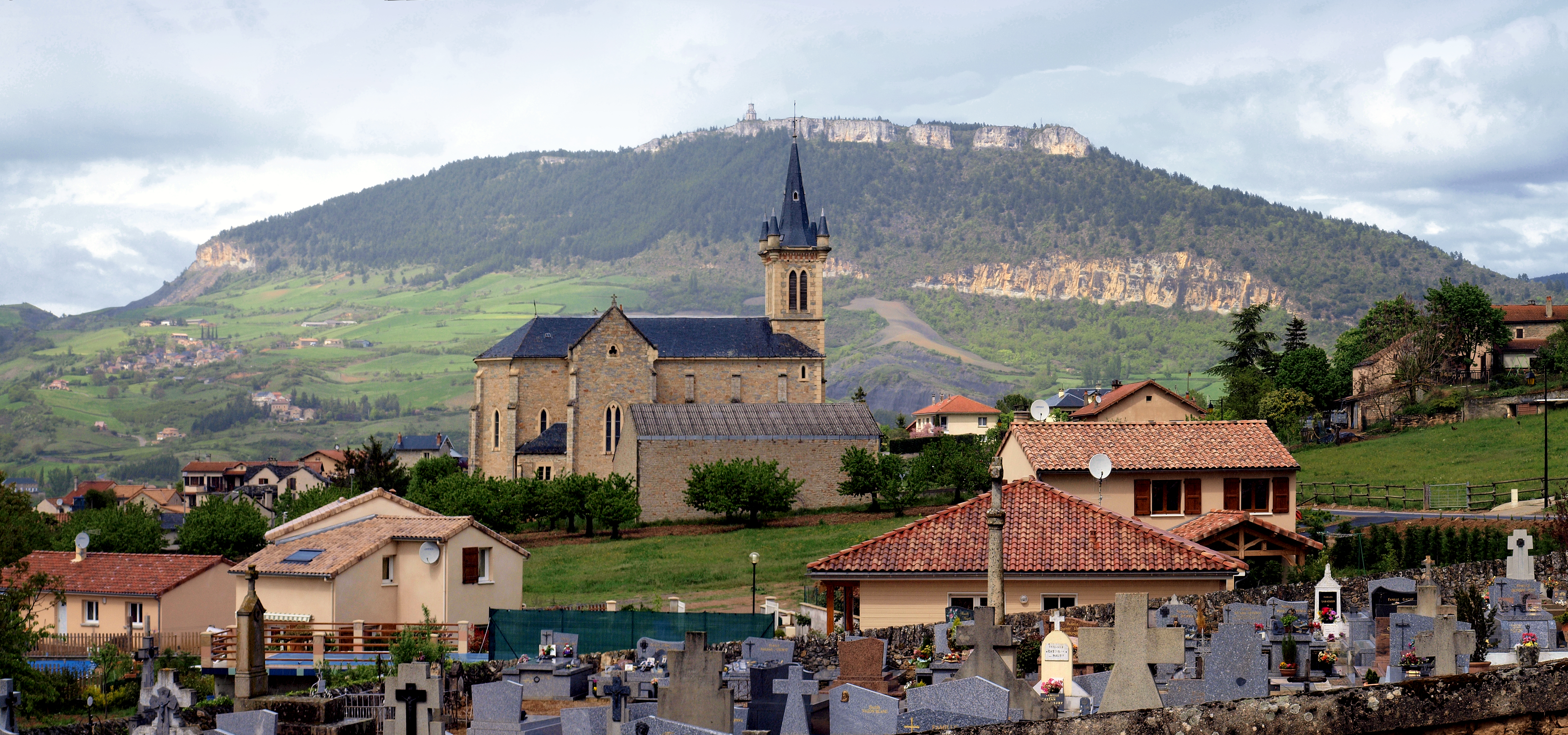
Ла-Кресс
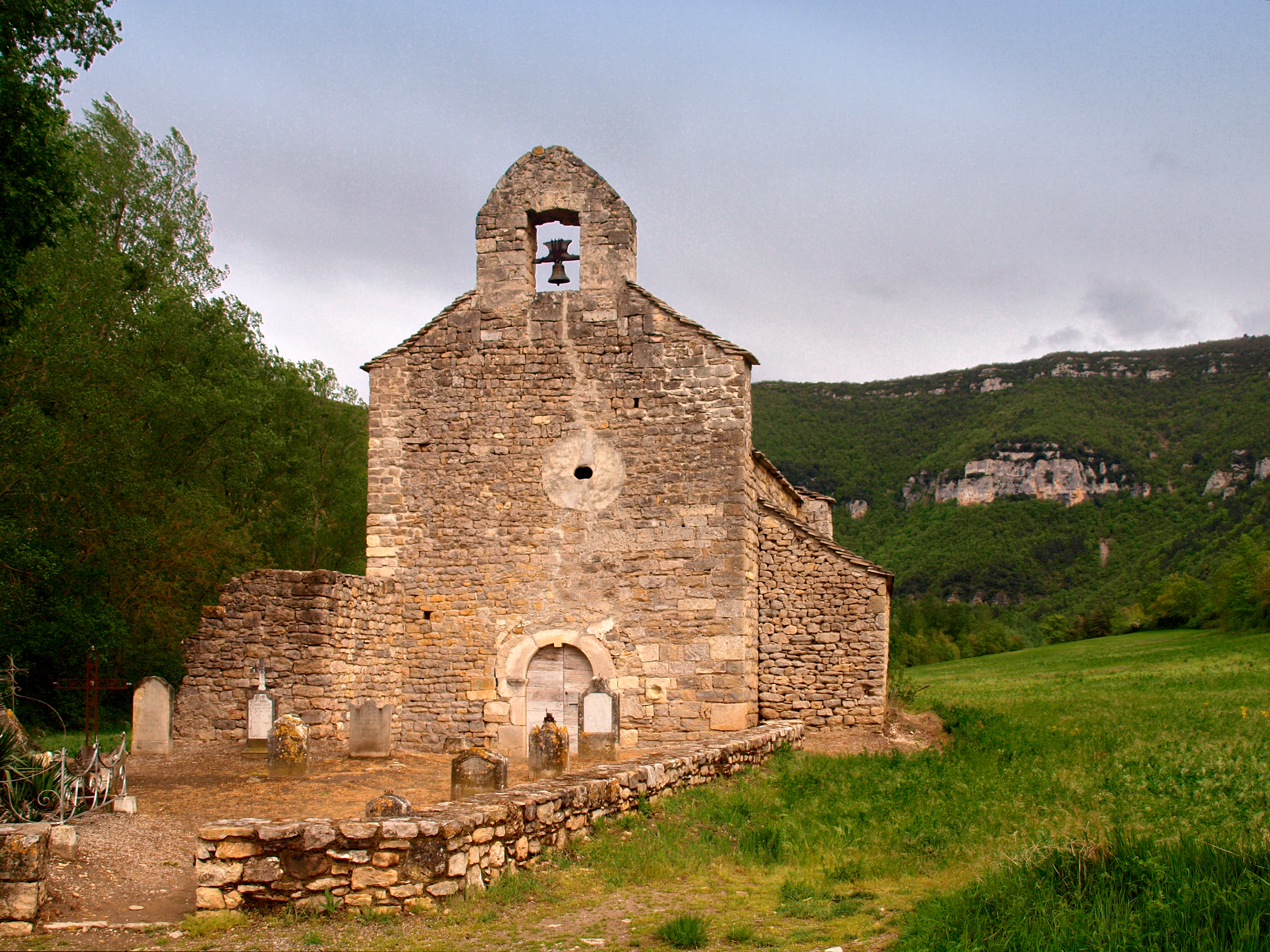
Церковь Сен-Мартен
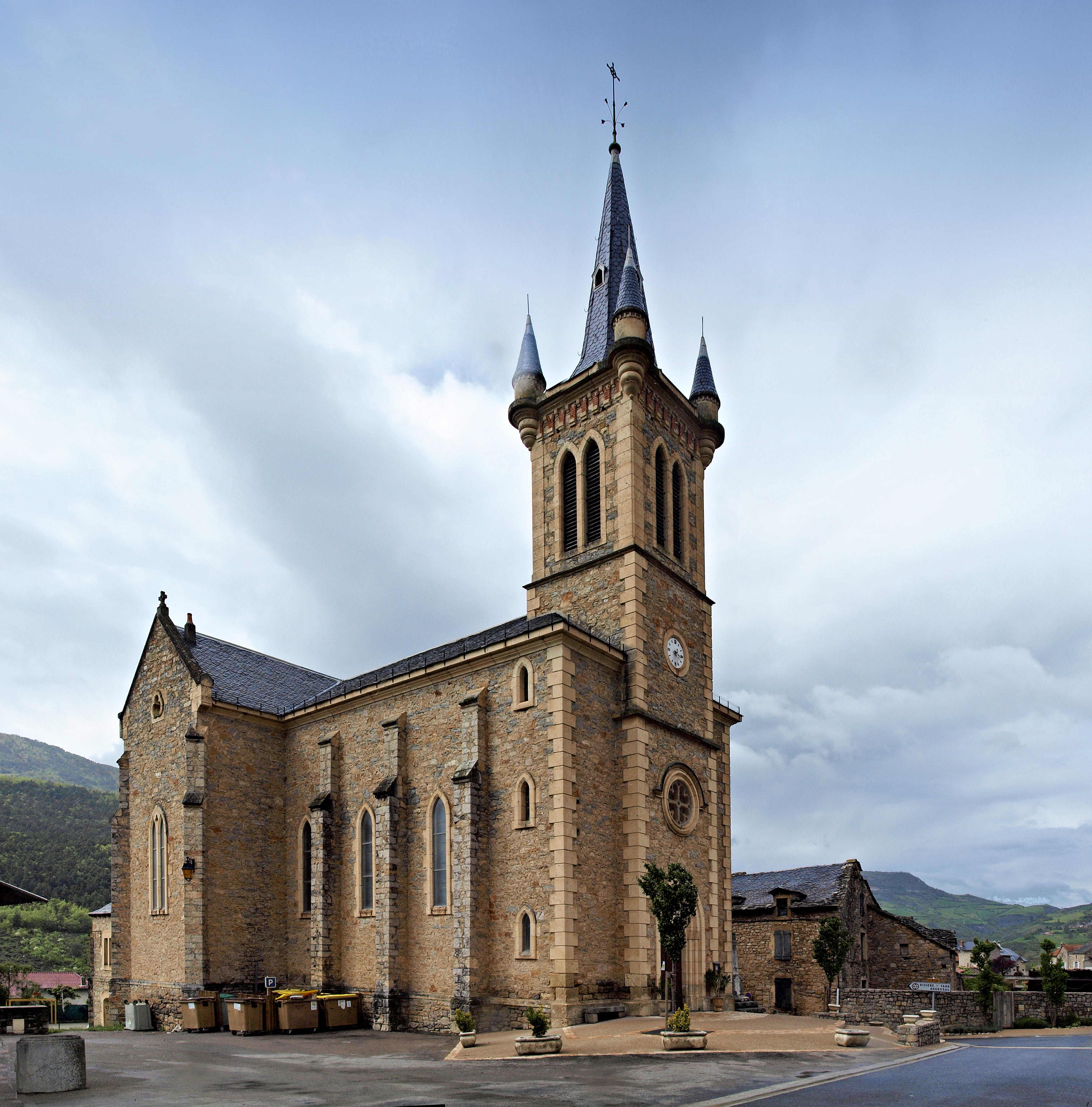
Церковь Сен-Бодиль
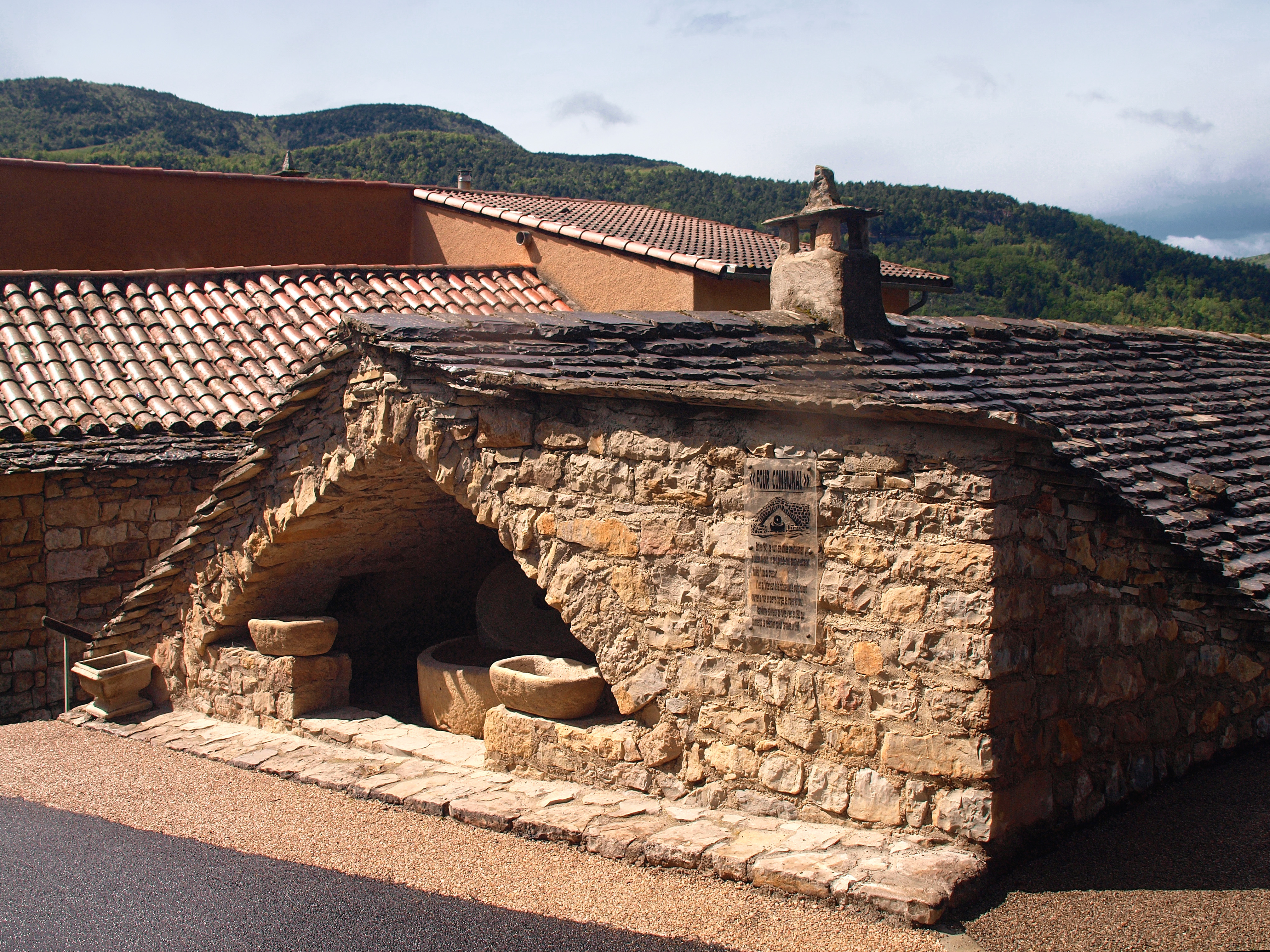
Общинная печь